# Église Le lieu de sa présence
L’Église Le lieu de sa présence (espagnol : El Lugar de Su Presencia) est une megachurch chrétienne évangélique charismatique multisite basée à Bogota, en Colombie. Son pasteur principal est Andrés Corson.  

## Histoire

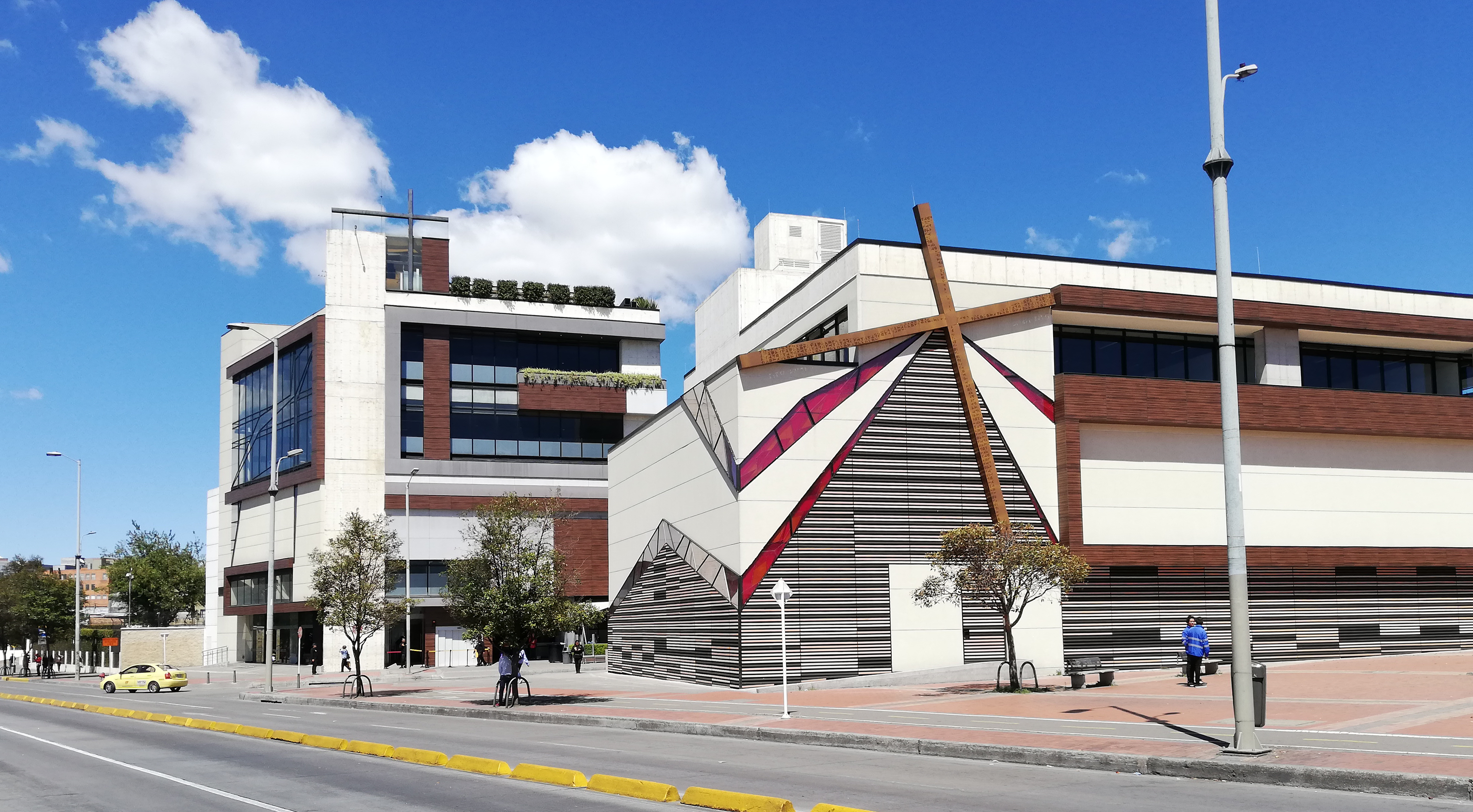
Bâtiment de l’Église.

En 1993, l’Église est fondée par le pasteur Andrés et sa femme Rocío avec son premier service dans une maison, sous le nom de "Amistad Cristiana" .  En 2007, elle a fait la dédicace d’un nouveau bâtiment comprenant un auditorium de 2,000 places ,.  En 2015, elle a agrandi l’auditorium pour contenir 3,000 places. En 2017, elle avait établi des églises dans d’autres villes du pays et aux États-Unis .  En 2018, l’église compterait 42,000 personnes.

## Croyances
L’église a une confession de foi  charismatique.